# 웨스 파슨스
아서 웨슬리 파슨스(Arthur Wesley Parsons, 1992년 9월 6일 ~ )는 미국의 야구 선수이자, 현 메이저 리그 클리블랜드 인디언스의 투수이다.

## 아마추어 시절
클라크스빌 고등학교를 졸업하고, 잭슨 주립 대학교에 진학했다. 대학교 1학년 때 13경기에 등판해 79.1이닝 7승 3패, 평균자책점 4.31, 60탈삼진을 기록했다. 2학년 때부터 대학 여름리그인 노쓰우드 리그의 썬더 베이 보더캣츠에서 활동했다. 2013년에 비지명 자유계약으로 애틀란타 브레이브스에 입단했다.

## 미국 프로야구 시절
2013년에 롬 브레이브스에서 선발투수로 19번 등판해 7승 7패 평균자책점 2.63을 기록했다. 2014년에는 린치버그 힐캣츠에서 23번 선발 등판해 4승 7패 평균자책점 5.00을 기록했다.
2018년 6월 27일에 메이저리그에 콜업됐다.

## 한국 프로야구 시절

### NC 다이노스시절

#### 2021년
2021년에 마이크 라이트를 대체할 외국인 투수로 영입되었다.
4월 14일 SSG 랜더스와의 경기에 선발 등판해 5.2이닝 3피안타, 2볼넷, 1사구, 6탈삼진을 기록하며 KBO 리그 첫 승을 기록했다. 4월 25일 두산 베어스와의 경기에서 6이닝 2피안타, 3탈삼진, 2볼넷, 무실점
으로 시즌 2승을 기록했다.
8월 27일 두산 베어스와의 경기에서 김인태의 타구에 글러브를 강타당해 왼손 약지가 골절됐다. 부상의 여파로 1군 엔트리에서 빠졌고, 9월 14일에 복귀했다. 키움 히어로즈와의 경기에 선발 등판했으나 5이닝 7사사구, 5실점으로 부진했다. 10월 19일 kt 위즈와의 경기에서 7이닝 2실점, 7탈삼진으로 145일 만에 시즌 4승을 기록했다.
시즌 3점대 평균자책점, 133이닝 4승 8패, 148탈삼진, 63볼넷을 기록했다.

#### 2022년
2021년 12월 21일 NC 다이노스와 총액 65만 달러에 재계약했다.
5월 14일 SSG 랜더스와의 경기에서 3 2/3이닝 동안 무실점 8탈삼진을 기록했으나, 왼쪽 허리 통증을 호소하면서 강판됐다. 이후 계속된 허리통증으로 복귀가 불발됐고, 8월 5일에 방출됐다. 대체 외국인투수로 맷 더모디가 영입됐다.
2022년 시즌 평균자책점 3.56 1승 2패 43이닝 43탈삼진을 기록했다.

## 별명
- 이름 때문에 '파송송'이라고 불린다.

## 출신 학교
- 클라크스빌 고등학교
- 잭슨 주립 대학교

## 통산 기록
| 연도 | 팀명  | 평균자책점 | 경기 | 완투 | 완봉 | 승 | 패 | 세 | 홀 | 승률  | 타자 | 이닝 | 피안타 | 피홈런 | 볼넷 | 사구 | 탈삼진 | 실점 | 자책점 |
| ---- | ----- | ---------- | ---- | ---- | ---- | -- | -- | -- | -- | ----- | ---- | ---- | ------ | ------ | ---- | ---- | ------ | ---- | ------ |
| 2021 | NC    | 3.72       | 24   | 1    | 0    | 4  | 8  | 0  | 0  | 0.333 | 577  | 133  | 109    | 9      | 63   | 11   | 148    | 56   | 55     |
| 2022 | NC    | 3.56       | 8    | 0    | 0    | 1  | 2  | 0  | 0  | 0.333 | 182  | 43   | 34     | 4      | 21   | 1    | 43     | 19   | 17     |
| 통산 | 2시즌 | 3.68       | 32   | 1    | 0    | 5  | 10 | 0  | 0  | 0.333 | 759  | 176  | 143    | 13     | 84   | 12   | 191    | 75   | 72     |